# Matilda II av Nevers
Matilda II av Nevers, död 1262, var en fransk vasallherre. Hon var regerande grevinna av Auxerre, Nevers och Tonnerre mellan 1262 och 1290, och regerande dam av Bourbon 1249-1262.